# College Corner (Ohio)
College Corner es una villa ubicada en el condado de Preble en el estado estadounidense de Ohio. En el Censo de 2010 tenía una población de 407 habitantes y una densidad poblacional de 597,5 personas por km².

## Geografía
College Corner se encuentra ubicada en las coordenadas 39°34′8″N 84°48′41″O / 39.56889, -84.81139. Según la Oficina del Censo de los Estados Unidos, College Corner tiene una superficie total de 0.68 km², de la cual 0.65 km² corresponden a tierra firme y (4.94%) 0.03 km² es agua.

## Demografía
Según el censo de 2010, había 407 personas residiendo en College Corner. La densidad de población era de 597,5 hab./km². De los 407 habitantes, College Corner estaba compuesto por el 97.05% blancos, el 0.98% eran afroamericanos, el 0.49% eran amerindios, el 0.25% eran asiáticos, el 0% eran isleños del Pacífico, el 0% eran de otras razas y el 1.23% pertenecían a dos o más razas. Del total de la población el 0.25% eran hispanos o latinos de cualquier raza.